# Majoriwka (obwód mikołajowski)
Majoriwka (ukr. Майорівка) – wieś na Ukrainie, w obwodzie mikołajowskim, w rejonie basztańskim, w hromadzie Sofijiwka. W 2001 liczyła 360 mieszkańców.